# Bradfords Gesetz
Bradfords Gesetz ist eine von Samuel C. Bradford im Jahre 1934 entdeckte statistische Gesetzmäßigkeit aus dem Gebiet der Bibliometrie. Es beschreibt die Verteilung von Artikeln über ein bestimmtes Thema auf verschiedene Fachzeitschriften bzw. Periodika, die diesen Themenbereich eigentlich nicht oder nicht direkt behandeln. Veröffentlicht wurde diese Gesetzmäßigkeit und die ihr zu Grunde liegenden Studien 1934 in der Zeitschrift Engineering.

## Beschreibung
Motivation Bradfords war die große Fülle an Fachzeitschriften und ähnlichen, wöchentlich erscheinenden Medien zu bestimmten Sachgebieten und die damit für Bibliotheken und ähnliche Einrichtungen verbundenen, hohen Kosten für die regelmäßige Beschaffung und Archivierung.
Bradford wollte vor allem herausstellen, wie groß der „Verlust“ von Informationen ist, wenn nur eine begrenzte Menge an Fachzeitschriften, den so genannten „Kernzeitschriften“ mit besonderem Bezug zu einem bestimmten Thema, zur Verfügung steht. 
Zu einem bestimmten Themenbereich wird eine Auswahl an Zeitschriften unterteilt in Zonen. Die erste Zone ist der Kern; hier sind diejenigen Fachzeitschriften vorhanden, die speziell den gewählten Themenbereich behandeln. Die darauf folgenden Zonen enthalten Zeitschriften mit anderen Themenschwerpunkten, die aber dennoch Artikel zum Themenbereich enthalten.
Nach Bradfords Gesetz finden sich die gleiche Anzahl von Aufsätzen über ein festgelegtes Thema jeweils verteilt in Gruppen von {\displaystyle n^{1}}, {\displaystyle n^{2}} etc. verschiedenen Zeitschriften. Der Parameter {\displaystyle n} entspricht dem Verhältnis der Anzahl von Zeitschriften zwischen zwei aufeinander folgenden Zonen. Aus Bradfords Gesetz ergibt sich die Verteilung von Artikeln zu einem Themenschwerpunkt in Kernzeitschriften, verwandten Zeitschriften und restlichen Zeitschriften. Bradford folgerte, dass eine Beschränkung nur auf Kernzeitschriften einen Informationsverlust von etwa 2/3 bedeutet.
Die Gesetzmäßigkeit wurde 1948 von Brian C. Vickery (1918–2009) unter der Bezeichnung Bradford's Law of Scattering mathematisch formuliert und ist ein Potenzgesetz, das auch auf andere Bereiche, beispielsweise Webseiten und Sozialsysteme, übertragen werden kann. Eine vereinfachte Variante einer vergleichbaren Verteilung ist als 80/20-Regel bekannt.

## Beispiele
Wenn es beispielsweise in einem Fachgebiet 4 Kernzeitschriften gibt, die in einem bestimmten Zeitraum 10 relevante Artikel veröffentlichen und im selben Zeitraum 10 weitere Artikel in 12 anderen Zeitschriften stehen, dann beträgt der Faktor für das Fachgebiet {\displaystyle n=12/4=3}. Für 10 weitere relevante Artikel müssen jeweils n mal mehr Zeitschriften durchsucht werden, also 4, 12, 36, 108… Außerdem kann es vorkommen, dass weitere relevante Artikel vorhanden sind, allerdings mit stark abfallender Wahrscheinlichkeit.
Bradford stellte sein Gesetz nach der Untersuchung einer Bibliografie zum Thema Geophysik mit insgesamt 326 Zeitschriften auf. Er stellte fest, dass 9 Zeitschriften 429 Artikel enthielten, 59 weitere 499 Artikel und die restlichen 258 noch 404 Artikel.

## Anwendung
Aus Bradfords Gesetz lässt sich in etwa ablesen, ab welchem Punkt die Neugründung einer Zeitschrift für ein Fach sinnvoll ist (etwa die Hälfte aller Neugründungen haben keinen Bestand). Um mit einer neuen Kernzeitschrift erfolgreich zu sein, muss die Gesamtzahl der veröffentlichten Artikel mindestens gemäß Bradfords Gesetz anwachsen.
Auch zur Planung der Zeitschriftenerwerbung in Bibliotheken und dem Aufwand von Recherchen (Bradfordizing) lässt sich das Gesetz einsetzen. Aus Bradfords Gesetz folgt, dass man sich bei der Literatursuche nicht auf die Kernzeitschriften beschränken sollte, sondern umfassend recherchieren muss. Die Regel bestätigt damit das Prinzip, dass alle wissenschaftlichen Disziplinen miteinander in Verbindung stehen. Der Erfolg von allgemeinen Fachzeitschriften wie Science und Nature lässt sich durch Interdisziplinarität erklären.